# Спогади про сад в Еттені
«Спогади про сад в Еттені» — одна з картин нідерландського художника Вінсента ван Гога, що зберігається в музеї Ермітаж.

## Сад як прообраз раю
Першими цікавими зразками садів на теренах України стали сади при монастирях Києва. Збереглися відомості, що чернець Антоній, повернувшись з паломництва по святих місцях заклав сад у 1051 році в Києво-Печерському монастирі.
Відомі сади в різних містах України — Руси: в Чернігові, Путивлі, Галичі, Новгороді Сіверському, а йшло 12 століття. Подяка саду за плоди і Богу за їх створення логічно перейшла в ототодження саду з садом раю.
З часом сади розширилися, вийшли за межі монастирських мурів. До створення планів садів залучились архітектори, а в деяких країнах сади ставали і місцями свят, і зустрічей з друзями, і поетичних змагань, і театральних вистав, і філософських роздумів. Ставали сади і моделями для картин чи гравюр:
- гравер Меллан, сад Версаль, 1682 рік
- гравер О.Зубов, сад бароко монастиря Св. Олександра Невського, 1717 рік
- Белотто Бернардо, регулярний сад, Вілянівський палац
- Болотов Андрій Тимофійович, акварельні замальовки «Пейзажний сад в Богодицьку»
- Клод Моне, Живерні, Китайський міст в саду.

## Дами з міста Арль в саду
Майже в кожний період своєї творчості звертався до садової теми і Вінсент ван Гог. Ще в ранішній період він намалював «Сад пастора в Нюєнені взимку».
Пізніше з'явилися «Сад лікаря Ремі», «Сад лікарні в Арлі», нарешті «Спогади про сад в Еттені».
В останній він подає невеличкий шматочок саду з клумбою і садовою стежкою. Повз глядача сумно й пригнічено йдуть дві господині, наче в поховальній ході. Пригнічений настрій художника наче передався і жінкам. Якщо це і спогади про сад в Еттені, то спогади дуже сумні.